# هارولد ر. كولير
هارولد ر. كولير (بالإنجليزية: Harold R. Collier)‏ هو سياسي أمريكي، ولد في 12 ديسمبر 1915 في لانسنغ في الولايات المتحدة، وتوفي في 17 يناير 2006 في ويست بالم بيتش في الولايات المتحدة. نشط حزبياً في الحزب الجمهوري. وقد انتخب عضو مجلس النواب الأمريكي.